# Жулте
Жулте (пол. Żółte, нім. Schilde) — село в Польщі, у гміні Дравсько-Поморське Дравського повіту Західнопоморського воєводства.
Населення — 134 особи (2011).
У 1975-1998 роках село належало до Кошалінського воєводства.

## Демографія
Демографічна структура станом на 31 березня 2011 року:
|          | Загалом | Допрацездатний вік | Працездатний вік | Постпрацездатний вік |
| -------- | ------- | ------------------ | ---------------- | -------------------- |
| Чоловіки | 65      | 15                 | 41               | 9                    |
| Жінки    | 69      | 15                 | 37               | 17                   |
| Разом    | 134     | 30                 | 78               | 26                   |